# A・E・コッパード
アルフレッド・エドガー・コッパード（Alfred Edgar Coppard、1878年1月4日 - 1957年1月13日）は、イギリスの作家。通称A・E・コッパード。姓はコパード、またはカッパードという記載もある。

## 生涯
イギリスのロンドン南東のあるケント州の港町フォークストンのとある田舎町の仕立屋に生まれ、9才で父親を亡くし小学教育もそこそこに徒弟奉公に出され、さまざまな職（商店の店員・会社の事務員、通信社のメッセンジャーボーイ、運送屋、時には賞金付きスポーツ大会（当時はそれが当たり前）に出場（陸上長距離選手でもあり、かなり強い選手であった。））等を転々とし、三十歳頃に技術会社の同僚の話から文学というものをはじめて知り興味を持って作家を目指した。それは、当時としては奇妙なことであった。43歳の時に初めて短篇小説を発表し始め1911年に本格的に作家となり人の作風を研究しないタイプで、不思議な話を多く書き生涯短編ばかり書いた文字どおり短編ひとすじの珍しい作家であり、日本へも大正の末ごろ、東洋旅行の途次、立ち寄ったことがある。
1957年ロンドンにて死去。

## 作風
怪奇小説・幻想小説・ファンタジーの短編小説を得意とした。
彼の作品は、不思議な話が人の印象に残りやすい為か、怪奇小説・幻想小説・ファンタジーに分類されることが多いが、それは全体の中の一部分に過ぎない。作風としては哀しいなかにも、人を食ったようなユーモラスな温かみを感じさせる。

## 著作
- 『Adam and Eve and Pinch Me』,1921
- 『Clorinda Walks in Heaven』,1922
- 『Hips and Haws』,1922
- 『The Black Dog- And Other Stories』,1922
- 『Fishmonger's Fiddle』,1925
- 『The Field of Mustard』,1926
- 『Silver Circus』,1928
- 『The Gollan』,1929
- 『The Man from Kilsheelan』,1930
- 『The Hundredth Story』,1931
- 『Crotty Shinkwin』,1932
- 『Dunky Fitlow』,1933
- 『Emergency Exit』,1934
- 『Consequences』,1934
- 『Good Samaritans』,1935
- 『Ninepenny Flute: Twenty-One Tales』,1937
- 『Tapster's Tapestry』,1937
- 『You Never Know, Do You?: And Other Tales』,1939
- 『Ugly Anna and Other Tales』,1944
- 『Fearful Pleasures』,1946
- 『Dark-Eyed Lady: Fourteen tales』,1947
- 『The Collected Tales of A. E. Coppard』,1951
- 『Lucy in Her Pink Jacket』,1954
- 『It's Me O Lord！』,1957-　自伝

### 日本語訳
- 「ゴラン」、『幻想文学』第63号所収
- 「アダムとイヴ」、橋本福夫訳,東京創元社  (世界恐怖小説全集第7),1959,290p
- 『アダムとイヴ』平井呈一訳 ,創元推理文庫 1969
- 「不幸な魂」、荒俣宏訳 、新人物往来社(怪奇幻想の文学 - 4　恐怖の探究)、 1970.4, 326p
- 「消えていく」,早川書房、S-Fマガジン1970年5月号 No.133
- 「ロッキーの魔法」荒俣宏訳 ,牧神社『幽霊奇譚』、1977
- 「キルシーランから来た男」新人物往来社(怪奇幻想の文学 7),1978
- 「郵便局と蛇」、荒俣宏訳 、新人物往来社(怪奇幻想の文学- 啓示と奇蹟新装版), 1979.8, 352p
- 「キルシーランから来た男」,荒俣宏訳 ,新人物往来社(怪奇幻想の文学7--幻影の領域)新装版, 1979.9,335p
- 「ピフィングカップ」,荒俣宏編訳, 奇想天外社(魔法のお店) , 1979.11, 246p
- 「不幸な魂」新人物往来社( 怪奇幻想の文学 4),1979
- 「お化けオニ」　、別冊・奇想天外1980年3月号 No.10 SFファンタジイ大全集
- 「いまはなき王国の王女」 国書刊行会『世界幻想文学大系35英国ロマン派幻想集』 1984/5/30
- 「鼠-その幻想」竹生淑子訳 , 朝日ソノラマ文庫(海外シリーズ18)、1985
- 「消えちゃった」,平井呈一訳, 創元推理文庫( 恐怖の愉しみ ),(1985)
- 「消えちゃった」、平井呈一編訳 、東京創元社 『恐怖の愉しみ（上）』所収,1985,372p
- 「ピフィングカップ」、荒俣宏編訳, 筑摩書房(ちくま文庫-新編魔法のお店-), 1989.9, 390p
- 「おーい、若ぇ船乗り!」井出弘之訳 ,河出文庫(イギリス怪談集『イギリス怪談集』) ,1990
- 「ハンサムなレディ」福武文庫(イギリス怪奇傑作集),1991
- 「シルヴァー・サーカス」、吉野美恵子訳,文春文庫『筋肉男のハロウィーン』,1993、
- 『郵便局と蛇』、西崎憲訳、国書刊行会、1996/6
- 「アダムとイヴ」、橋本福夫,大西尹明訳 、東京創元社(怪奇小説傑作集. 3(英米編 3)) 、2006,482p
- 「虎」、若島正編,早川書房『棄ててきた女 : アンソロジー/イギリス篇』、2007,302ｐ
- 「消えちゃった」,平井呈一訳,牧神社( こわい話・気味のわるい話 Vol.1) -人生に疲れた三人の中年女が、森で薪を拾いながらあれこれと話をする、という内容
- 「消えちゃった」,平井呈一訳, 創元推理文庫『恐怖の愉しみ』
- 『天来の美酒 / 消えちゃった』、南條竹則訳、光文社古典新訳文庫、2009年12月
- 『郵便局と蛇: A・E・コッパード短篇集』, 西崎憲訳, ちくま文庫、2014年9月
- 「シルヴァ・サアカス」,平井呈一訳, 荒俣宏編訳、東京創元社『怪奇文学大山脈 西洋近代名作選 2 (20世紀革新篇)』2014年8月
- 「銀色のサーカス」,西崎憲訳, 早川書房, ハヤカワミステリマガジン2015年9月号 712号